# Moscow (Kansas)
Pour les articles homonymes, voir Moscow.
La ville américaine de Moscow est située dans le comté de Stevens, dans l’État du Kansas. Lors du recensement de 2000, sa population s’élevait à 310 habitants.

## Source
- (en) Cet article est partiellement ou en totalité issu de l’article de Wikipédia en anglais intitulé « Moscow, Kansas » (voir la liste des auteurs).